# ۲۲-دی‌هیدروارگوکلسیفرول
۲۲-دی‌هیدروارگوکلسیفرول (به انگلیسی: 22-Dihydroergocalciferol) با فرمول شیمیایی C۲۸H۴۶O یک ترکیب شیمیایی با شناسه پاب‌کم ۵۴۶۰۷۰۳ است. که جرم مولی آن ۳۹۸٫۶۶ g/mol می‌باشد. 